# César Moreno Martínez de Escobar
César Moreno Martínez de Escobar (Ciudad de México, 12 de enero de 1934-Tijuana, Baja California, 25 de agosto de 2009). Fue un ingeniero y político mexicano, miembro del Partido Revolucionario Institucional, fue alcalde de Tecate, Baja California y senador de la República.
César Moreno Martínez de Escobar nació en la Ciudad de México, hijo del ingeniero Manuel Moreno Torres, director general de la Comisión Federal de Electricidad; estudió ingeniería en la Universidad Nacional Autónoma de México y estudios de posgrado en Los Ángeles, California; tras sus estudios se radicó en la ciudad de Tecate, Baja California, donde realizó su carrera política llegando a ser electo Presidente Municipal de la misma para el periodo de 1983 a 1986.
El caballero de la Política como lo bautizó el periodista Jorge Orta Muñoz, estuvo casado con  María Elena González de Castilla y tuvieron siete hijos e hijas, María Elena, Cesar, Genoveva, Manuel, Pedro, N. y Esther Moreno González de Casilla.
En 1988 fue elegido senador suplente en la primera fórmula por Baja California, siendo la propietaria Margarita Ortega Villa; en 1989 esta solicitó licencia al ser postulada candidata a Gobernadora de Baja California, al perder la elección no regresó al cargo sino que prorrogó su licencia, siendo entonces llamado a asumir el cargo; posteriormente Margarita Ortega Villa falleció y César Moreno ocupó la titularidad de la senaduría hasta el término del periodo en 1994.
En 1994, aun siendo senador, fue nombrado Presidente estatal del PRI y en esas condiciones acompañaba a Luis Donaldo Colosio en el mitin de campaña en que fue asesinado en Tijuana el 23 de marzo de 1994. Falleció en Tijuana el 25 de agosto de 2009.